# Schorlomit
Schorlomit (szorlomit; inna nazwa: iwaaryt) – czarna lub ciemnobrunatna gemmologiczna odmiana andradytu bogata w tytan (5-15% TiO2).
Nazwa akcentuje jego podobieństwo (szczególnie pod względem barwy) do Schorlu.

## Występowanie
Spotykany w alkalicznych skałach magmowych (głównie w sjenitach nefelinowych i fonolitach) oraz w niektórych zasobnych w żelazo skałach węglanowo-krzemianowych. Towarzyszą mu najczęściej nefelin, flogopit, magnetyt oraz egiryn. 
Miejsca występowania: 
- Na świecie: USA – Magnet Cove w Arkansas;

- W Polsce: został stwierdzony w rejonie Podzamka w Górach Bardzkich na skraju Kotliny Kłodzkiej.